# 棘鰭上目
棘鰭上目（きょくきじょうもく、Acanthopterygii）は、硬骨魚類（条鰭綱）の下位分類群の一つ。スズキ目やカサゴ目など13目267科2,422属が所属し、魚類全体の約半数にあたる14,797種が含まれる。鰭に棘条（きょくじょう）と呼ばれる、硬い棘状の支持構造をもつことが特徴となっている。棘鰭魚類は英語でスパイニィフィンドフィッシュと呼ばれる。

## 概要
真骨類の中で最も進化が進んだ高位群として位置付けられ、およそ1万4,800種（うち4分の1は淡水魚）が所属する大きなグループである。より系統の古い真骨類（アカマンボウ目を除く）と比較すると、棘鰭上目の仲間では前上顎骨の突起が発達し、上顎の可動性がより高くなっている。その一方で、いくつかの系統では顎を前方に突き出す能力が二次的に退化している場合もある。
形態学的な特徴として、前述の上顎の機能とともに、鰭（特に背鰭・腹鰭・臀鰭）に棘条をもつこと、浮き袋に気道をもたないことなどが挙げられる。また、ほとんどの種類では上擬鎖骨を経由して胸鰭の骨格を支える靱帯（Baudelot's ligament）が基後頭骨から起始する。ただし、クジラウオ目など一部のグループでは、この靱帯は第一脊椎と連続している。

## 分類
1966年、Greenwoodらは魚類の分類体系の全面的な見直しを行い、その中でトウゴロウイワシ目・ダツ目などを含むトウゴロウイワシ系（Atherinomorpha）と、当時の「棘鰭類」（現在のスズキ系 Percomorpha）を並置した。1969-73年にかけて、Rosenが両グループを統合し、棘鰭上目としての定義を与えた。
棘鰭上目が設置されてから現在に至るまで、その分類体系にはさまざまな改変が提唱されている。1993年、JohnsonとPattersonはクジラウオ目を最も原始的な棘鰭類とみなし、マトウダイ目・キンメダイ目を続く位置に置く見解を示した。さらに彼らは、ボラ系（Mugilomorpha）・トウゴロウイワシ系、トゲウオ目・タウナギ目およびエラッソマ科（スズキ目）を一つのグループとしてまとめ、各群のアルファベット表記の頭文字をとって「Smegmamorpha」と名付けた。Smegmamorpha はセミホウボウ目（カサゴ目から分離）・カサゴ目・スズキ目・カレイ目・フグ目と併せ新たな「スズキ系」を構成する。彼らは Smegmamorpha を脊椎の構造に共通の特徴をもつ単系統群とみなしたが、以降のゲノム情報に基づく分子生物学的解析の多くは、本群の単系統性を否定している。

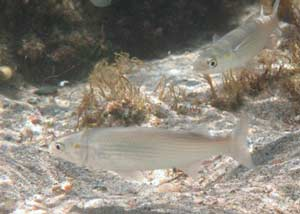
ボラ科の1種 Liza aurata （ボラ目）。位置付けに異論の多いグループであるが、Nelson（2006）の体系では最も原始的な棘鰭類とみなされている

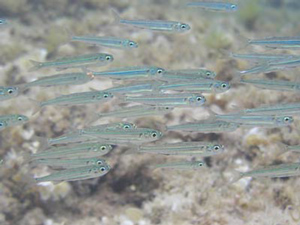
トウゴロウイワシ科の1種 Atherina hepsetus （トウゴロウイワシ目）。本目の魚類のほとんどは淡水域や外洋の表層で生活する

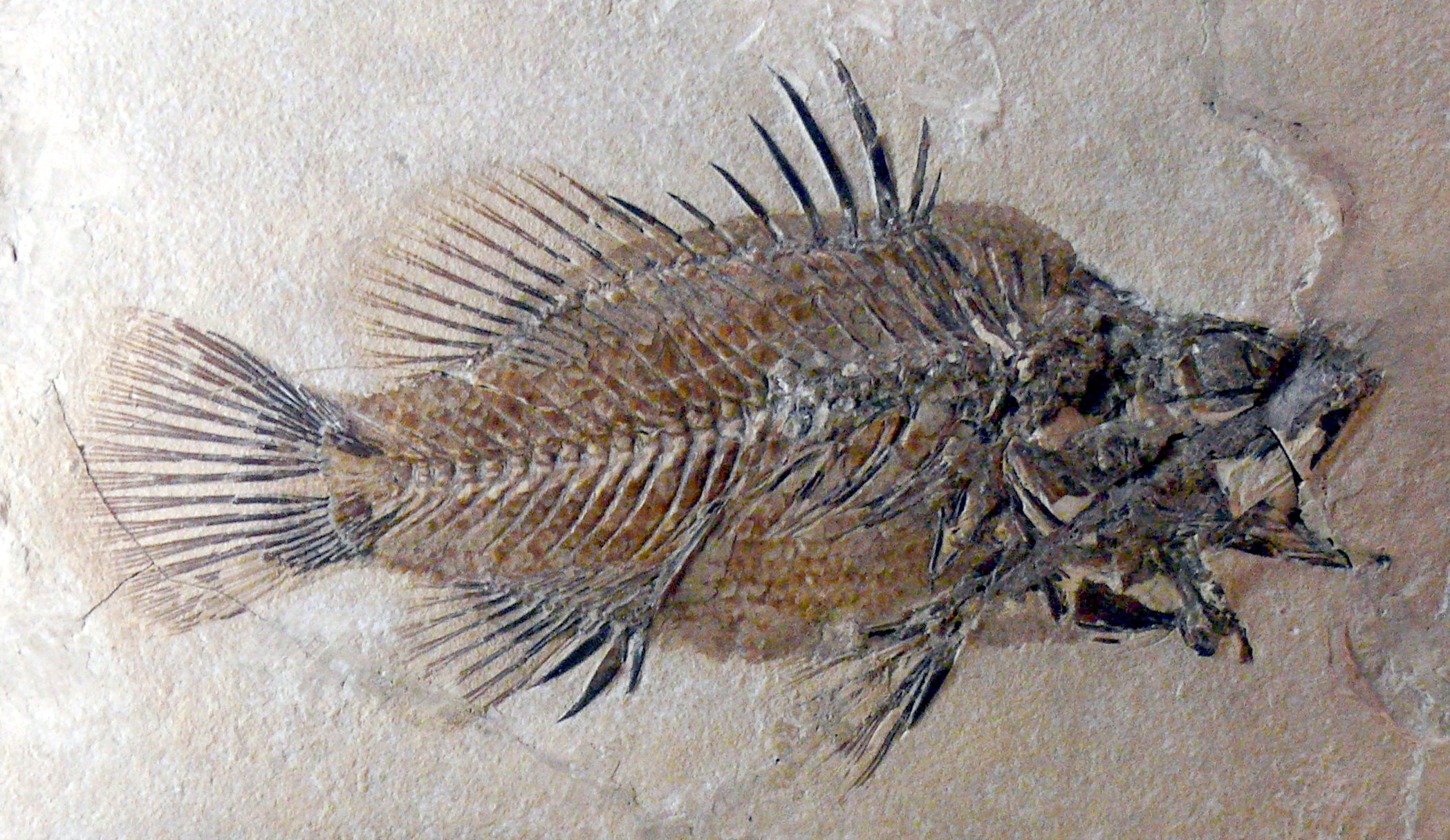
アカメ科の化石種 Eolates gracilis （スズキ目）。本種はイタリアにおける始新世の地層から出土し、背鰭・臀鰭の棘条が明瞭に残されている

前述のように棘鰭類の分類体系は揺れているが、何らかの見直しが必要であるという認識は共有されている。Nelson（2006）は概ね従来の体系を維持しながらも、2000年代以降多数報告されている分子生物学的解析の結果を含めた、包括的な再分類の必要性を指摘している。
棘鰭上目は大きくボラ系（Mugilomorpha）・トウゴロウイワシ系（Atherinomorpha）・スズキ系（Percomorpha）の3つのグループに分けられ、総計13目267科2,422属14,797種を含む。詳細は各項目を参照のこと。
- ボラ系 Mugilomorpha
Nelson（2006）の分類では最も原始的な棘鰭類として位置付けられるグループで、ボラ目のみ1科17属72種が所属する[4]。ボラ類はスズキ目に含める見解もあるが、本体系ではトウゴロウイワシ系の姉妹群としてこの位置に置かれている。
  - ボラ目 Mugiliformes - ボラ
- トウゴロウイワシ系 Atherinomorpha
1960年代に定義されたグループで、その強固な単系統性は40年以上にわたり研究者の支持を得てきた[5]。ほとんどは表層で生活する魚類で、淡水・汽水域で暮らす仲間が75%を占める。体内受精・単性生殖など繁殖様式が著しく多様性に富むこと、卵や精巣の形態に多くの特徴をもつ点は、他の上位グループにはみられない本群に独特な形質とみなされている。3目21科193属1,552種で構成され、共有される主な形質は以下の通り[5]。口蓋骨と主上顎骨との間の関節を欠き、眼窩蝶形骨をもたない。鰓蓋骨・前鰓蓋骨にはトゲがなく、下尾骨は2-4枚の板状（通常2枚）。浮き袋は消化管と連続しない。
  - トウゴロウイワシ目 Atheriniformes - ペヘレイ・トウゴロウイワシ
  - ダツ目 Beloniformes - メダカ・ダツ・トビウオ・サヨリ・サンマ
  - カダヤシ目 Cyprinodontiformes - カダヤシ・ヨツメウオ
- スズキ系 Percomorpha
9目245科2,212属13,173種を含む大きな一群。肩帯が烏口骨または擬鎖骨と直接あるいは靱帯を介して連続するなどの共通する特徴をもつが、前述の通り本グループの単系統性には疑義が呈されている[6]。
  - クジラウオ目（カンムリキンメダイ目） Stephanoberyciformes - カブトウオ・クジラウオ
  - キンメダイ目 Beryciformes - マツカサウオ・キンメダイ・イットウダイ
  - マトウダイ目 Zeiformes - マトウダイ
  - トゲウオ目 Gasterosteiformes - トゲウオ・タツノオトシゴ・ヨウジウオ
  - タウナギ目 Synbranchiformes - タウナギ
  - カサゴ目 Scorpaeniformes - カサゴ・ミノカサゴ・オコゼ・メバル・カジカ・アイナメ・ホウボウ
  - スズキ目 Perciformes - スズキ・タイ・マグロ・ベラ・ハタ・ハゼ・アジ・サバ・カジキ
  - カレイ目 Pleuronectiformes - カレイ・ヒラメ・ウシノシタ
  - フグ目 Tetraodontiformes - カワハギ・フグ・ハリセンボン・マンボウ